# Arnaud Hertling
Arnaud Hertling (7 de marzo de 1997) es un deportista suizo que compite en ciclismo de montaña en la disciplina de campo a través. Ganó una medalla de plata en el Campeonato Europeo de Ciclismo de Montaña de 2015, en la prueba por relevos.

## Palmarés internacional
| Campeonato Europeo | Campeonato Europeo      | Campeonato Europeo | Campeonato Europeo         |
| Año                | Lugar                   | Medalla            | Competición                |
| ------------------ | ----------------------- | ------------------ | -------------------------- |
| 2015               | Chies d'Alpago (Italia) | Medalla de plata   | Campo a través por relevos |